# رنه فه
رنه فه (فرانسوی: René Faye‎; ۲۰ دسامبر ۱۹۲۳ – ۸ ژانویهٔ ۱۹۹۴) دوچرخه‌سوار اهل فرانسه بود.
وی در مسابقات کشوری و بین‌المللی در مجموع برندهٔ ۱ مدال برنز شده‌است.